# Flux neutronique
Un flux neutronique désigne une densité volumique de neutrons ayant la même vitesse, multipliée par cette vitesse : Φ = n • v . Il caractérise l'interactivité de la population des neutrons en déplacement avec les atomes du milieu. Une population de densité n / 2 se déplaçant à la vitesse v aura la même interactivité avec les atomes du milieu qu'une population de densité n allant à la vitesse v / 2. Il se mesure en m−2 s−1. L'unité pratique est le neutron par centimètre carré et par seconde, n cm−2 s−1.
La probabilité d'interaction d'un neutron varie en fonction de sa vitesse, c'est-à-dire de son énergie. Par exemple, un neutron lent a beaucoup plus de chance de provoquer une réaction de fission nucléaire qu'un neutron rapide. C'est la raison pour laquelle, en neutronique, on s'intéresse à des populations de neutrons ayant la même vitesse c'est-à-dire la même énergie. La probabilité d'interaction des neutrons de vitesse donnée avec les noyaux du milieu est caractérisée par la section efficace.

## Ordre de grandeur de flux neutroniques

### Généralités
Un assemblage juste critique présente un flux neutronique faible, de l'ordre de 106 à 108 n cm−2 s−1. Ces flux correspondent à une puissance de l'ordre de quelques watts, qui peut être dissipée par convection naturelle.
Des réacteurs de recherche « froids » à haut flux, de type piscine, ont un flux neutronique de l'ordre de 1013 n cm−2 s−1, comparable à celui d'un réacteur de puissance.
Le flux neutronique dans un réacteur est de l'ordre de 1015 n cm−2 s−1 en neutrons rapides, et de l'ordre de 1014 n cm−2 s−1 en neutrons thermiques.
Le « gaz » de neutrons formé dans un réacteur a une concentration inférieure de plusieurs ordres à celle des molécules d'un gaz aux conditions normales ; rapport supérieur à 3 × 1012.
La connaissance de la forme et de la valeur du flux de neutrons dans un réacteur est importante car c'est le moyen de connaître la forme et la valeur de la puissance thermique générée localement par les fissions qui est une des grandeurs critiques du dimensionnement du réacteur :
taux de réaction local en (fissions par centimètre cube et par seconde) = (concentration locale des noyaux fissiles en (noyaux par centimètre cube) × section efficace microscopique de fission en centimètres carrés) × (flux neutronique en (neutrons par centimètre carré et par seconde)
e

### Équation de la diffusion
Le flux est solution de l'équation différentielle de la diffusion :
Avec :
- n, concentration des neutrons, en neutrons par centimètre cube ;
- v, vitesse des neutrons, en centimètres par seconde ;
- t, temps ;
- S, source locale, en neutrons par centimètre cube par seconde ;
- D, coefficient de diffusion du milieu, en centimètres ;
- Φ = n ⋅ v, flux neutronique, en neutrons par centimètre carré par seconde ;
- {\displaystyle \Delta \Phi ~=~{\mathsf {\text{Opérateur laplacien du flux}}}~=~{\partial ^{2}\Phi  \over \partial x^{2}}+{\partial ^{2}\Phi  \over \partial y^{2}}+{\partial ^{2}\Phi  \over \partial z^{2}}}
- Σa = section efficace macroscopique d'absorption, en cm−1.

En régime stable, {\displaystyle {\partial n \over \partial t}=0}.
Dans un réacteur, en régime permanent, le terme source S est celui des fissions, d'où {\displaystyle S=k_{\infty }\times \Sigma _{a}\times \Phi }
{\displaystyle \Delta \Phi +(k_{\infty }-1)\times {\Sigma _{a} \over D}\times \Phi =0}
On pose :
{\displaystyle L^{2}={D \over \Sigma _{a}}=({\mathsf {Longueur~de~diffusion}})^{2}}
- et, tenant compte de ce que {\displaystyle k_{\infty }>1}

{\displaystyle B_{m}^{2}={k_{\infty }-1 \over L^{2}}} = laplacien matière ;
d'où la formulation simplifiée de l'équation de la diffusion :
| {\displaystyle \Delta \Phi +B_{m}^{2}\times \Phi =0} - avec : - {\displaystyle L^{2}={D \over \Sigma _{a}}} - {\displaystyle B_{m}^{2}={k_{\infty }-1 \over L^{2}}} |

#### Cas du réacteur cylindrique
Note

Dans le cas typique du réacteur cylindrique (de hauteur H et de rayon R), en régime permanent (z = altitude de puis le plan médian du cœur ; r = distance à l'axe du cœur; λ = distance d'extrapolation) :
{\displaystyle {\partial ^{2}\Phi  \over \partial r^{2}}+{1 \over r}\times {\partial \Phi  \over \partial r}+{\partial ^{2}\Phi  \over \partial z^{2}}+B_{m}^{2}\times \Phi =0}
- Dans le sens axial, la solution est celle d'un cosinus :

{\displaystyle \Phi (z)=\Phi _{o}\times \cos {\left(\pi \times {z \over H+2\times \lambda }\right)}}
- Dans le sens radial, la solution est celle d'une fonction de Bessel d'ordre zéro :

{\displaystyle \Phi (r)=\Phi _{o}\times J_{o}\left(2{,}404\,91\times {r \over R+\lambda }\right)} 

2,404 91 est la valeur du 1er zéro de la fonction de Bessel.
- Laplacien géométrique {\displaystyle B_{g}^{2}=\left({\pi  \over H+2\times \lambda }\right)^{2}+\left({2{,}404\,91 \over R+\lambda }\right)^{2}}

### Exemple de calcul du flux dans unREP

#### Calcul du flux thermique
Caractéristiques du cœur (proches de celles d'un REP 900 MWe) et données générales :
- Puissance thermique du cœur : 2 768 MW[Note 4],
- Masse d’uranium : 72 367 kg,
- Enrichissement moyen en uranium 235 :  2,433 %[Note 5],
- Section efficace microscopique de fission de l’uranium 235 par un neutron thermique = 579,5 barns = 5,795 × 10-22 cm2,
- Volume du cœur : 26,571 m3 = 26,571 × 106 cm3,
- Hauteur combustible : 3,66 m,
- 157 assemblages carrés au pas de 215,036 mm,
- Température moyenne de l'eau primaire dans le cœur : 304,5 °C,
- 1 fission dégage 193 MeV d’énergie récupérable, 193 × 106 • (1,60218 × 10-19) = 3,09220 × 10-11 J / fission,
- Facteur de fissions rapides = 1,07,
- Neutrons de fission = 2,47 neutrons par fission.

D'où la valeur du flux neutronique thermique moyen = Φm = 3,2 × 1013 n cm−2 s−1

#### Forme du flux

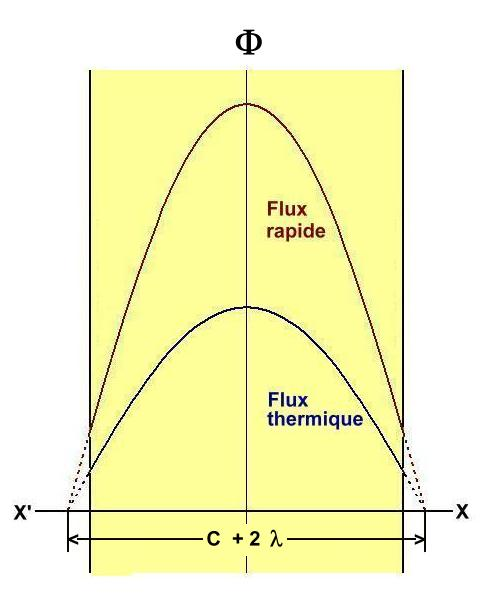
Forme des flux rapide et thermique dans un réacteur plaque

Le flux neutronique est plus élevé au centre du cœur qu'en périphérie.
Dans un cœur cylindrique homogène, la forme du flux est celle d'un cosinus tronqué aux frontières du cœur dans le sens axial et d'une fonction de Bessel tronquée aux frontières du cœur dans le sens radial.
L'eau entourant le cœur a un effet réflecteur qui fait que le flux thermique n'est pas nul aux frontières du cœur. Le cosinus ou la fonction de Bessel donnant la forme du flux dans le cœur s'annulent à une distance de 8,27 cm de la frontière du cœur appelée distance d'extrapolation ou économie de réflecteur (notée λ).
- Cœur de forme cylindrique à axe vertical
- H = hauteur du cœur = 366,0 cm
- R = rayon équivalent du cœur = 152,0 cm
- C = côté équivalent du cœur = 269,4 cm
- λ = économie de réflecteur = Distance d'extrapolation = 8,27 cm
- z = altitude depuis le centre du cœur
- r = rayon depuis l'axe du cœur (coordonnée polaire)
- Φo = flux neutronique au centre du cœur
- Φm = flux neutronique moyen
- {\displaystyle \Phi (r,z)=\Phi _{o}*J_{o}(2,40491*{r \over R+\lambda })*\cos {(\pi *{z \over H+2*\lambda })}}
- Φo = Φm • Facteur radial • Facteur axial

Facteur total = Facteur axial • Facteur radial = 1,506 • 1,555 = 2,344
Le flux est nettement plus élevé au centre du cœur qu'en périphérie. Dans le cas d'un réacteur parallélépipédique si on néglige les effets de bord (λ = 0), le facteur total vaut (π / 2)3 soit 3,8758. En outre, le calcul simple présenté qui suppose un cœur homogène fait abstraction des effets locaux qui déforment le flux, tels que les « lames d'eau » entre assemblages combustibles qui occasionnent une augmentation locale du flux thermique.

#### Flux thermique et flux rapide
La concentration moyenne du « gaz de neutrons thermiques » = 9,1878 × 107 neutrons par centimètre carré est très faible comparée par exemple à celle d'un gaz parfait sous les conditions normales de température et pression, soit 2,687 × 1019 molécules par centimètre cube.
Le flux rapide est environ deux fois plus élevé que le flux thermique. Toutefois, dans l'exemple présenté, la vitesse des neutrons du domaine rapide est plus de 5 000 fois plus élevée que celle du flux thermique. On peut donc voir que la concentration volumique des neutrons rapides est très inférieure à celle des neutrons thermiques.

##### Neutrons issus des fissions
- Source répartie des neutrons de fission = 8,320 × 1012 neutrons par centimètre cube et par seconde
- Énergie moyenne des neutrons de fission = 4,8 MeV / 2,47 = 1,943 MeV
- Vitesse moyenne des neutrons de fission = 19 282 000 m/s
- Les neutrons issus des fissions alimentent le flux rapide au début du ralentissement avec un débit et une vitesse initiale (isotrope) très élevés.

#### Flux dans leréflecteur
Le flux thermique présente une remontée dans le réflecteur et un maximum à une distance approximativement égale à {\displaystyle {\sqrt {\tau }}} de la frontière du cœur. {\displaystyle \tau } est l'aire de Fermi des neutrons thermiques, soit environ 41,01 cm2 dans le cas des réacteurs à eau ordinaire ; {\displaystyle {\sqrt {\tau }}=6,4\ \mathrm {cm} } ; cette valeur est à rapprocher de l'économie de réflecteur (distance d'extrapolation des flux thermique et rapide) égale à 8,27 cm. En résumé : le « passage à zéro » du flux rapide à 8,27 cm de la frontière du cœur induit un maximum de flux thermique à 6,4 cm.

## Autres grandeurs neutroniques

### Densité angulaire
{\displaystyle n({\vec {r}},E,{\vec {\Omega }},t)} désigne un nombre de neutrons dans le volume {\displaystyle d^{3}{\vec {r}}} autour de {\displaystyle {\vec {r}}} d'énergie {\displaystyle E} dont le vecteur vitesse pointe suivant l'angle solide {\displaystyle {\vec {\Omega }}} à {\displaystyle d^{3}{\vec {\Omega }}} près à l'instant {\displaystyle t}.

### Flux angulaire
{\displaystyle \psi ({\vec {r}},E,{\vec {\Omega }},t)=vn({\vec {r}},E,{\vec {\Omega }},t)}
Le flux angulaire mesure un nombre de particules par centimètre carré et par seconde. C'est la distribution angulaire du flux scalaire.

### Flux scalaire
{\displaystyle \phi ({\vec {r}},E,t)=\int _{4\pi }d{\vec {\Omega }}\psi ({\vec {r}},E,{\vec {\Omega }},t)}
Le flux scalaire est l'unité la plus couramment utilisée en neutronique. Le flux scalaire mesure un nombre de particules par centimètre carré et par seconde.